# Climat temperat-continental
Climatul temperat-continental este răspândit în interiorul continentelor aflate între 35-50 grade latitudine nordică și sudică.

## Caracteristici
Trecerea de la climatul temperat-oceanic la cel temperat continental se face prin climatul temperat continental de tranziție. Climatul temperat-continental are următoarele caracteristici:
- verile sunt călduroase
- iernile sunt aspre
- aici sunt amplitudinile termice anuale (= diferența dintre cea mai mare și cea mai mică temperatură înregistrate într-un an) cele mai mari
- precipitațiile anuale sunt de aproximativ 500-800mm și cad în special primăvara și vara
- bat vânturile de vest
- are 4 anotimpuri.

În estul Europei, climatul temperat-continental este excesiv, adică iernile sunt lungi și aspre, iar verile scurte și călduroase.